# Hozémont
Hozémont is een kerkdorp in de tot de Belgische gemeente Grace-Hollogne behorende deelgemeente Horion-Hozémont.

## Geschiedenis
Hozémont was aanvankelijk de hoofdplaats van een graafschap, maar dit raakte gedurende de 12e en 13e eeuw in verval, en einde 13e eeuw moesten de heren van Hozémont zich tevreden stellen met de titel van rentmeester. De Awans- en Warouxoorlog betekende het einde van het kasteel, daar de rentmeester partij had gekozen voor de Awans-partij. De prinsbisschop van Luik belegerde en verwoestte daarop het kasteel, waarvan de ruïnes nog tot 1842 bleven bestaan.
In de 15e eeuw kwam de heerlijkheid aan de familie De Berlo en bleef dat tot aan de opheffing van het ancien régime, einde 18e eeuw.

## Bezienswaardigheden
- Sint-Salvatorkerk

## Natuur en landschap
Hozémont ligt op het Haspengouws Plateau, op een hoogte van ongeveer 150 meter. Direct ten zuidwesten van de dorpskom bevindt zich de vallei van de Ruisseau des Awirs, die hier een scherpe bocht maakt om in zuidelijke richting naar de Maas te stromen. In het noorden vindt men het landgoed van het Kasteel van Lexhy. In het oosten ligt de Luchthaven van Luik.

## Nabijgelegen kernen
Horion, Lexhy, Cahottes, Gleixhe, Dommartin